# Anina uspavanka
Anina uspavanka je zbirka desetih otroških pesmic avtorice Gitice Jakopin. Pesmice so krajše, teme so vzete iz narave.
Bel oblak
Pesmica govori o belem oblaku, ki je na hrbtu popeljal dečka nad goricami, nad poljanami in skupaj sta se odpeljala še hitreje kot z vlakom. V pesmici prepoznamo: - stopnjevanje (bel oblak, oblak prebel) - primero ali komparacijo (še hitreje kakor vlak) - rima ni stalna (a, a, b, c, d, e, d) - pomanjševalnice (deček, vodice) - okrasni pridevki (bel, obsijane) - ponavljanje (nad vodice, nad gorice, nad poljane obsijane) - zgradba (ena kitica, sedem verzov)
Pikapolonica
Pesmica govori o pikapolonici, ki ima rdečo strešico in črne pikice. Govori o tem, kako se nič ne zgane, kako vzleti, in kako poleti in pozdravi sonce in oblake. V pesmici prepoznamo: - stopnjevanje (nič se ne zgane, zdaj je vzletela, sonce pozdravi) - vzklik (oblake srebrne!) - okrasne pridevke (rdeča, črne, srebrne) - rima se ponavlja v vseh kiticah (a, b, c, b) - refren se ponavlja v vseh kiticah (strešica rdeča, pikice črne) - zgradba (tri kitice, vsaka štiri verze, prva dva verza se v vsaki kitici ponavljata)
Sonce
Pesmica govori o soncu, ki se zjutraj zbudi. Pesmica opiše, kaj vse sonce zjutraj naredi : v travo se spusti, mravlje in čebele zbudi, roso popije, cvetlice poravna in dva metuljčka v nos pogečka. V pesmici prepoznamo: - naštevanje (mravlje in čebele) - pomanjševlanice (metuljčka, rosico, cvetke) - okrasne pridevke (delavne, lena) - rima ni stalna (a, b, c, b, d, e, f, e) - zgradba (ena kitica, osem verzov)
Jesen
Pesmica govori o jeseni. Govori o tem, kakšna je narava jeseni, kako se pripravljamo na zimo (kurimo peč). na koncu napove, da bo kmalu za nami dolga jesen. Pisateljca je v pesmici povzemala motive iz narave. V pravljici začutimo tudi temačnost jeseni, to pisateljica ustvari z uporabljanjem besed kot so drami, megla, drevje, peč, veter, dolga jesen. V pesmici prepoznamo: - okrasni pridevki (ognjeni, beli, dolga) - naštevanje (drevje in hiše) - rima je oklepajoča (a, a, b, c, c, d, e, e) - zgradba (ena kitica, devet verzov) - metaforo (megla pokriva drevje in hiše)
Dežek
Pesmica govori o deževnem dnevu in o fantku, ki je zaspan in samuje v hiši ter gleda skozi okno in na okno riše razne vzorce. V pesmi občutimo to tegoto deževnih dni. Pisateljica to ustvari z besedami: mokre, sameva, zaspan,... Pisateljica je temo vzela iz vsakdana. V pesmici prepoznamo: - okrasni pridevki (zaspan, droban, mokre) - pomanjševalnice (dežek, prstek) - rima je prestopna ( a, b, a, b, a, c, d, c) - zgradba (ena kitica, osem verzov)
Škorec
Pesmica govori o škorcu, ki je tatič, ker vsak dan hodi v vinograd in obira grozdje, dokler ni vinograd prazen. pisateljica je vzela temo in motive iz narave. S ponavljanjem se v pesmici ustvari poskočni ritem. V pesmici prepoznamo: - ponavljanje (škorec je tatič, škorec je tatič; hodi dan na dan, hodi dan na dan;...) - okrasne pridevke (moj, svojo, do čistega) - rima je zaporedna ( a, a, b, b, c, c, d, c) - zgradba (ena kitica, osem verzov, dva verza se ponovita)
Zima
Pesmica govori o zimi, opisuje kako se zima podnevi malo skrije in omili, ponoči pa se spet pokaže. podnevi se sneg in led malo stopita, ponoči pa se spet naredita. Pisaeljica je vzela tematiko iz natrave, iz vsakdana. V pesmici uporablja veliko poosebitev, s čimer v nas vzbuja pravljičnost, lepoto zime. V pesmici prepoznamo: - okrasni pridevek (beli, steklene) - poosebitev ( jutro zasije, noč pa prinese, zima še kaže, iskrijo se rože) - rima se ponavlja v kiticah (a, b, a, b) - zgradba (tri kitice, vsaka štiri verze)
Za lahko noč
Pesmica govori o škratkih, ki stopijo v zaspane domove, pogasnejo luči in pokrije otročke, da lepo zaspijo. Potem se vrnejo na svoje domove. Pesmica je namenjena otrokom, ki se odpraljajo spat. To izvemo že iz samega naslova. V pesmici prepoznamo: - okrasne pridevke (bele, zaspane, drobno) - stopnjevane (tiho, pretiho) - pomanjševalnice ( stezice, meglice, škratki, otročke, cvetlice) - rima je neprepoznavna ( a, a, b, c, c, b, b, b,...) - zgradba (štiri kitice, prvi dve sta trivrstični, drugi dve pa štiri vrstični)
Spanček
Pesmica Spanček je namenjena otrokom pred spanjem. Govori o spančku, ki se tiho klati v sobo, prav potiho se priklat in na koncu otrok zaspi. Tema je vzeta iz vsakdana.
V pesmici prepoznamo: - ponavljanje (skozi okno, skozi drev; spanček dolgo dolgo hodi,...) - okrasni pridevki (polno zvezd, tiho se nasmiha) - pomanjševalnice (spanček, detece) - poosebitev (celotna pesem je poosebitev, spanček riše,...) - premi govor ("tiše, tiše,...") - rima se ponavlja v kiticah (a, b, c, b) - zgradba (pet kitic, prve štiri kitice imajo štiri verze, zadnja ima šest verzov)
Uspavanka
Pesem govori o Ani, ki ne more zaspati. Pisateljica ugotavlja kdo je kriv, da Ana ne more zaspati. morda je to muca, morda pes, morda ptič? Na koncu ugotovi, da je krivo to, ker še ni slišala Anine uspavanke. V pesmici prepoznamo: - pomanjševalnice (ptiček, jokec, pesmica) - okrasni pridevki (zaspana, črtasta) - vprašanja (Morda muca črtasta, ki je pod balkon prišla?) - rima (a,a,b,a) - zgradba (šest kitic, prva, druga in četrta so štirivrstične; tretja je trivrstična; peta je devetvrstična; šesta ša šestvrstična)